# Hynobius glacialis
La salamandra de Nanhu (Hynobius glacialis) es una especie de anfibio caudado de la familia Hynobiidae. Es endémica de Taiwán, específicamente de la cordillera Central y de la cordillera Syueshan. Habita zonas por encima de los 3000 metros de altitud, en el nivel de la tundra alpina. Mide entre 4,8 y 6,7 cm de longitud hocico a cloaca, y la cola mide de 3,7 a 5,7 cm.